# Оуко, Роберт
Роберт Оуко — кенийский легкоатлет, который специализировался в беге на 400 метров. Победитель Олимпиады 1972 года в составе эстафеты 4×400 метров. Также на Олимпиаде 1972 года занял 5-е место на дистанции 800 метров. Победитель Игр Британского Содружества наций 1970 года в беге на 800 метров и в эстафете 4×400 метров. 5 сентября 1970 года на соревнованиях в Лондоне в составе эстафетной команды 4×400 ярдов установил мировой рекорд — 7.11,6.
Выступал на олимпийских играх 1968 года на дистанции 800 метров, но не смог выйти в финал.